# Karl Gerhard
Karl Gerhard (14. april 1891 i Stockholm – 22. april 1964 i Stockholm), var en svensk revysanger, skuespiller, tekstforfatter og teaterdirektør.

## Kupletter
- 1922 – Jazzgossen
- 1925 – Lilla Frida och jag
- 1928 – Hurra vad jag är bra (musik av Jules Sylvain)
- 1931 – Desto vackrare blir jag
- 1936 – Nu ska vi vara snälla
- 1940 – Den ökända hästen från Troja
- 1940 – Han är ett bedårande barn av sin tid (musik av Jules Sylvain)
- 1948 – Gungorna och karusellen
- 1955 – En katt bland hermelinerna

## Revyer
- 1921 – Folkan – Vart ska vi annars gå?
- 1925 – Allt i gala
- 1928 – Wi jubilera, Hans Majestät och jag
- 1931 – Rolfs revy av Karl Gerhard
- 1933 – Oss greker emellan
- 1936 – Köpmännen i Nordens Venedig
- 1939 – Karl-Gerhards jubileumsrevy
- 1940 – Gullregn
- 1942 – Karl Gerhards Tingel-Tangel
- 1946 – Ett lysande elände
- 1950 – Där de stora torskarna går
- 1952 – Kyss mej Katie
- 1957 – Kråkslottet
- 1959 – Två träd
- 1961 – Ursäkta handsken

## Filmografi skuespiller
- 1918 – Mästerkatten i stövlar
- 1929 – Säg det i toner
- 1935 – Äktenskapsleken
- 1953 – Vi tre debutera
- 1958 – Jazzgossen